# Спорительница хлебов
«Спори́тельница хлебо́в» — чудотворная икона Богородицы, почитаемая в Русской церкви.
На иконе Богородица изображена сидящей в облаках, а её руки распростёрты на благословение сжатого поля со снопами и цветами. Икона была написана в 1890 году, который в Калужской губернии оказался голодным, по благословению святого Амвросия Оптинского.
Амвросий Оптинский дал название образу и установил его празднование на 15 (28) октября.

## История
Замысел написания этой иконы, принадлежащий преподобному Амвросию Оптинскому, возник у него в последние годы жизни. Будучи обеспокоен судьбой Шамординской женской обители, он молился Божией Матери о покровительстве и заступничестве. В основу эскиза, сделанного им лично, лёг пейзаж окрестностей Шамординского монастыря с парящим над ним образом Богоматери. В 1890 году Амвросий поручил написание иконы иеромонаху Даниилу, родному брату шамординской игуменьи Софии, который был известным академическим живописцем.
Иеромонах Даниил изобразил Богоматерь, сидящую на облаках с распростёртыми руками, в привычном для себя академическом стиле живописи. Образ Богоматери был взят с иконы «Всех святых» из Богородично-Всехсвятского монастыря Орловской губернии. Нижнюю часть иконы занимал натуралистический пейзаж с уходящим вдаль хлебным полем и снопами ржи.

### Начало почитания
Написанная икона, не будучи традиционной, оказалась близка тому образу, который представлялся старцу Амвросию. В Оптину Пустынь её доставила осенью 1890 года игуменья Илария, настоятельница Болховского женского монастыря, в котором икона писалась. Икону сразу же начали почитать как в Оптиной Пустыни, так и в Шамординском монастыре.
Списки с иконы посылались туда, где наблюдалась большая нужда. Икону стали почитать чудотворной после голодного 1891 года, когда Оптина Пустынь, Шамординский монастырь и прилегающие местности всё же смогли, несмотря на общее неблагополучие, получить хороший урожай. В 1892 году список с иконы отправили в Пятницкую общину Воронежской губернии, где наблюдались засуха и голод, и во время молитвы перед иконой начался дождь, что позволило получить урожай.
Поскольку почитатели старца Амвросия хотели иметь изображения этой иконы, с образа стали делать живописные списки и литографии. Почитание иконы приобретало общероссийский характер, о ней появились газетные и журнальные публикации.

### Попытка запрета
После кончины Амвросия Оптинского на растущее почитание иконы обратила внимание Консистория. В 1892 года она выдала предписание «представить сию икону в кафедральный собор для хранения в ризнице», которое и было исполнено. Помимо того, Святейший Синод постановил запретить распространение изображений Божией Матери с необычным названием.
В 1896 году Святейший Синод вновь рассмотрел дело «О допущении к употреблению иконы Божией Матери, именуемой „Спорительницею хлебов“» и не нашёл оснований к пересмотру прежнего решения. Запрет на печатание и распространение изображений данной иконы был связан, однако, не столько с необычной иконографией образа и его названием, сколько с личностью старца Амвросия.
И всё же, несмотря на запрещения Синода, изображения иконы продолжали распространяться. В 1918 году иконе посвятил свои стихи поэт Вячеслав Ива́нов, один из идейных вдохновителей Серебряного века, из которых видно, что к тому времени образ был уже весьма известен в православной среде.

### Внесение в церковный календарь
Начиная с 1995 года в календаре Русской православной церкви присутствует день празднования иконы «Спорительница хлебов» (решение было принято патриархом Алексием II в ноябре 1993 года).

### Судьба первоначального образа
Судьба первоначального образа в точности неизвестна. Согласно некоторым данным, он оказался в Литве, в деревне (местечке) Михново, ныне Микнишкес Шальчининкайского района, что в 30 км от Вильнюса. Однако исследователи В. Каширина и Г. Черкасова считают это мнение неосновательным.

## Почитание

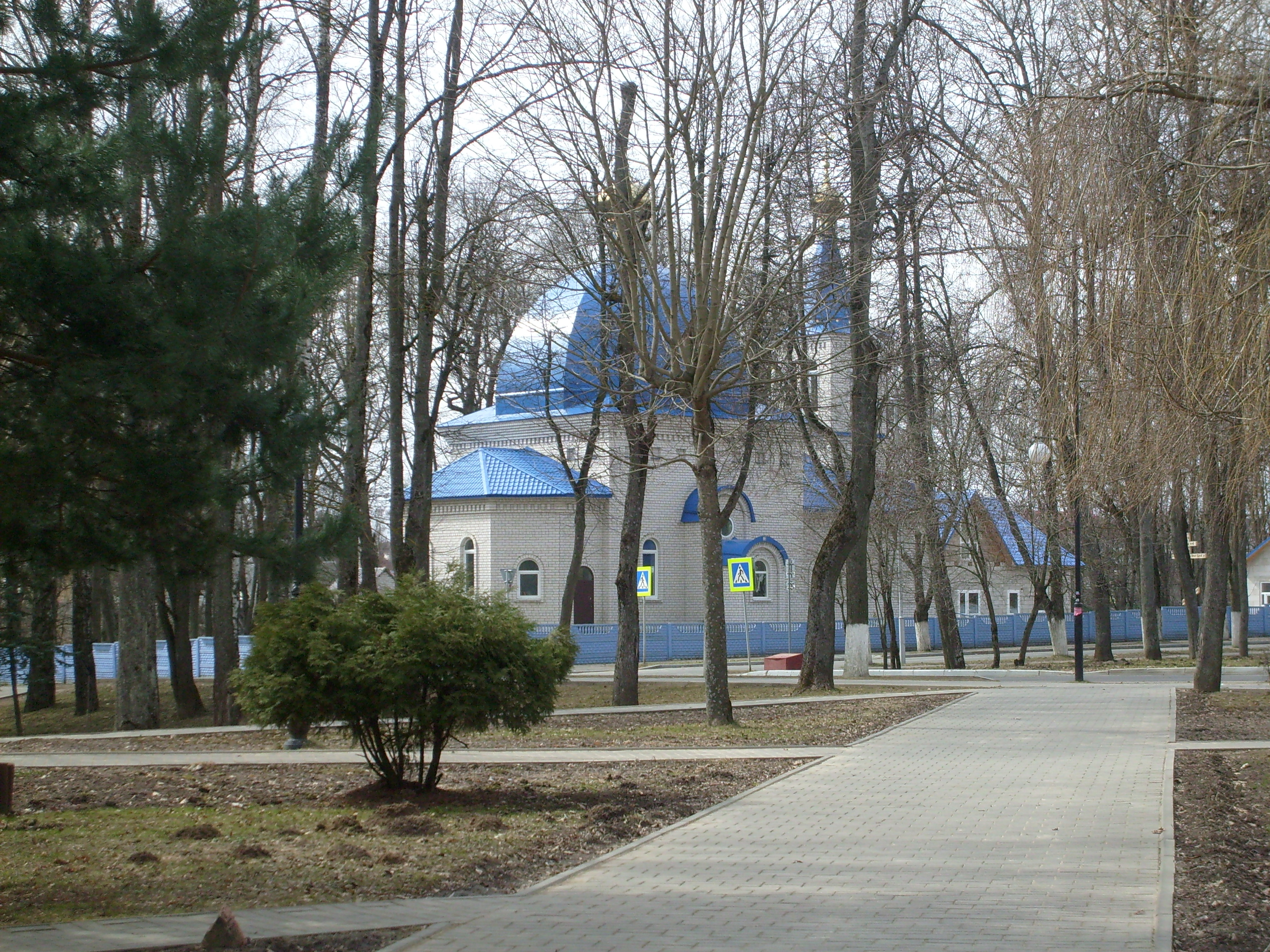
Храм иконы Божией Матери «Спорительница хлебов» в городе Горки на территории Белорусской сельскохозяйственной академии

Перед иконой молятся об умножении плодов земных и небесных, об избавлении от засухи, гибели хлебов, голода. В акафисте поётся: «Хотящи жати спасение, яко село сладкое, показалася еси, Владычице, от Него же питающеся, имамы пищу вечную и нетленную. Мы же, земнии суще, молим Тя, Пречистая Дево, покажи силу Твою на жатве нив и полей наших, егда приидет время их, и всяк злак да изобилует на утешение нас, поющих Богу: Аллилуия» (кондак 7).
Священный синод Русской православной церкви на заседании 16—17 июля 2020 года (журнал № 34) одобрил для употребления за богослужением и в домашней молитве текст акафиста Божией Матери в честь иконы Её, именуемой «Спорительница хлебов».

## Мнения
Православный богослов, философ и искусствовед Павел Флоренский в своей работе «Икононостас», отметил, что икона написана «недостаточно чутко, художником, проникнутым натуралистическими навыками кисти» и «в полном противоречии со всем строем современной церковной интеллигентности, в противоречии с Синодом…». По мнению автора, на иконе образ Богородицы предстаёт в канонической форме Матери Хлебов — Деметры.